# 2020 코파 델 레이 결승전
2020 코파 델 레이 결승전(스페인어: La Final de la Copa del Rey de 2020)은 스페인의 최고 축구 컵대회의 116번째 시즌인 코파 델 레이 2019-20의 우승 구단을 결정하기 위해 진행된 경기이다. 경기는 세비야의 라 카르투하에서 열렸고, 아틀레틱 빌바오와 레알 소시에다드가 사상 첫 바스크 더비 결승전을 펼쳤다.
본래 2020년 4월 18일에 열릴 예정이었던 이 경기는 스페인의 코로나19 범유행으로 인해 경기가 취소되거나 바이러스 확산을 최소화 하기 위해 무관중 경기로 변경되면서, 3월 11일에 양 구단의 합의에 따라 (당시 경기를 치를 날짜를 정하지 않았다) 전염병 확산이 잦아들어 평소처럼 만원 관중이 관람할 수 있을 때를 기약하기로 했다. 결국 결승전은 언론이 제기한 소문에 따라 2021년 4월 4일에 열릴 것으로 예상되었지만, 이보다 하루 빠른 2021년 4월 3일에 열렸다.
레알 소시에다드는 미켈 오야르사발이 페널티 킥을 차넣어 결승골을 성공시키면서 1-0 승리를 거두었고, 통산 3번째 대회 우승이자 1987년 이래 첫 우승으로 34년의 무관 시대에 종지부를 찍었다.

## 배경
레알 소시에다드는 통산 8번째 코파 델 레이 결승전 진출을 이룩했는데, 가장 최근에 진출한 결승전은 1988년 대회로, 바르셀로나에 패해 준우승에 머물렀다. 아틀레틱 빌바오는 이번이 통산 38번째 결승전이며, 가장 최근에 진출한 2015년 결승전에서 마찬가지로 바르셀로나에 패했다. 결승전에 진출한 양 구단은 모두 4개 구단이 참가하는 수페르코파 데 에스파냐 진출권을 확보했다. 이 4개 구단이 참가한 대회는 2021년 1월에 진행되어 아틀레틱이 우승했다.
1910년 대회(UECF와 FEF가 동시에 진행한 연도)에는 두 구단 모두 UECF가 주관한 대회에 마드리드 축구단과 함께 3개 구단이 참가했다. 두 구단 간의 우승 결정전에서 아틀레틱이 1-0 승리를 거두었으나, 전통적인 토너먼트전 방식으로 진행되지 않았고, 레알 소시에다드는 라이선스 문제로 '바스코니아'라는 명칭으로 대회에 참가했으며, 따라서 110년 후에 벌어진 이번 결승전과 같은 만남으로 보지 않았다.

### 350일 연기
본래 결승전이 진행될 날이 임박하자, 스페인 왕립 축구 연맹(RFEF)는 2019-20 시즌이 제시간 내에 재개되지 않을 경우, 본래 대회 우승 구단에게 주어지는 유로파리그 조별 리그 진출권을 양 구단에게 모두 주기로 계획했는데, 당시 아틀레틱 빌바오는 11경기를 남겨놓고 라 리가에서 10위에 올라 있었고, 4위에 오른 레알 소시에다드는 최소 유로파리그 안정권에 들어 리그 성적에 따라 챔피언스리그 진출권을 노릴 위치에 올라 있었다. 그러나, UEFA는 결승전이 2020년 8월 3일까지는 열려야 컵대회 우승자를 등록할 수 있을 것이며 그러지 못할 경우 라 리가 7위(시즌을 마감하거나, 중도에 취소하는 경우 모두 해당)에게 진출권을 주어야 한다고 밝혔다. 코로나19 범유행으로 인해 유관중 결승전을 치를 가능성은 희박해졌고, 두 구단 모두 이러한 문제로 연기를 주장했다. 아틀레틱은 유럽 축구 연맹의 결정에 항의서를 전달했고, 5월 4일에는 양 구단 모두 유관중 경기를 치를 수 있을 때까지 결승전을 연기할 의사를 재확인했다.
리그가 2020년 6월에 재개되었을 때, 양 구단 모두 부진한 성적을 냈다. 아틀레틱 빌바오는 획득할 수 있는 승점 총 33점 중 14점을 수집하는 데에 그쳤고, 레알 소시에다드 또한 승점 10점을 추가하는데 만족해야 했으며, 순위가 하락했고, 이 중 승점 5점은 막판 3경기가 되어서야 추가했는데, 최종전에서 아틀레티코 마드리드에게 88분 막판 동점골로 승점 1점을 추가하는 데에 성공해 그라나다와 헤타페를 따돌리고 리그를 6위로 마감해 코파 델 레이 우승자격으로도 확보할 수 있는 유로파리그 조별 리그 진출권을 확보했다. 아틀레틱은 이미 경쟁에서 밀려나 리그를 11위로 마무리했다.

## 결승전까지의 경기
레알 소시에다드는 결승전을 포함해 8경기에 참가했고, 모든 경기를 연장전이나 승부차기 없이 이겼는데, 이 중 8강전에서 레알 마드리드에 거둔 극적인 원정승도 있었다.
| 아틀레틱 빌바오 | 아틀레틱 빌바오    | 단계     | 레알 소시에다드 | 레알 소시에다드    |
| --------------- | ------------------ | -------- | --------------- | ------------------ |
| 상대            | 결과               |          | 상대            | 결과               |
| 인테르시티      | 3–0 (원)           | 1라운드  | 베세릴          | 8–0 (원)           |
| 세스타오        | 4–0 (원)           | 2라운드  | 세우타          | 4–0 (원)           |
| 엘체            | 1–1 (5–4 승, 원)   | 32강전   | 에스파뇰        | 2–0 (안)           |
| 테네리페        | 3–3 (4–2 승, 원)   | 16강전   | 오사수나        | 3–1 (안)           |
| 바르셀로나      | 1–0 (안)           | 8강전    | 레알 마드리드   | 4–3 (원)           |
| 그라나다        | 1–0 (안), 1–2 (원) | 준결승전 | 미란데스        | 2–1 (안), 1–0 (원) |

범례: (안) = 안방 경기; (원) = 원정 경기

## 경기

### 상세 경기 정보
| 아틀레틱 빌바오 | 0–1    | 레알 소시에다드         |
| --------------- | ------ | ----------------------- |
|                 | 리포트 | 오야르사발 63′ (페널티) |

| 아틀레틱 빌바오 | 레알 소시에다드 |

| GK         | 1  | 우나이 시몬            |     |       |
| RB         | 18 | 오스카르 데 마르코스   |     |       |
| CB         | 5  | 예라이 알바레스        |     |       |
| CB         | 4  | 이니고 마르티네스      | 62′ |       |
| LB         | 17 | 유리 베르치체          |     | 90+3′ |
| RM         | 12 | 알렉스 베렝게르        |     | 76′   |
| CM         | 14 | 다니 가르시아          | 35′ | 76′   |
| CM         | 27 | 우나이 벤세도르        |     | 68′   |
| LM         | 10 | 이케르 무니아인 (주장) |     |       |
| CF         | 9  | 이냐키 윌리암스        |     |       |
| CF         | 22 | 라울 가르시아          |     |       |
| 교체 선수: |    |                        |     |       |
| GK         | 13 | 호킨 에스키에타        |     |       |
| DF         | 3  | 우나이 누녜스          |     |       |
| DF         | 15 | 이니고 레쿠에          |     |       |
| DF         | 21 | 안데르 카파            |     | 90+3′ |
| DF         | 24 | 미켈 발렌시아가        |     |       |
| MF         | 6  | 미켈 베스가            |     | 76′   |
| MF         | 8  | 우나이 로페스          |     | 68′   |
| FW         | 7  | 이바이 고메스          |     |       |
| FW         | 20 | 아시에르 비얄리브레    |     | 76′   |
| 감독:      |    |                        |     |       |
| 마르셀리노 |    |                        |     |       |

| GK            | 1  | 알렉스 레미로          |     |       |
| RB            | 18 | 안도니 고로사벨        |     | 90+3′ |
| CB            | 5  | 이고르 수벨디아        |     |       |
| CB            | 24 | 로뱅 르 노르망         |     |       |
| LB            | 20 | 나초 몬레알            |     |       |
| DM            | 36 | 마르틴 수비멘디        |     |       |
| CM            | 21 | 다비드 실바            |     | 85′   |
| CM            | 8  | 미켈 메리노            | 71′ |       |
| RF            | 7  | 포르투                 |     | 89′   |
| CF            | 19 | 알렉산데르 이사크      |     | 89′   |
| LF            | 10 | 미켈 오야르사발 (주장) |     |       |
| 교체 선수:    |    |                        |     |       |
| GK            | 34 | 가이스카 아예사        |     |       |
| DF            | 6  | 아리츠 엘루스톤도      |     | 90+3′ |
| DF            | 12 | 아이엔 무뇨스          |     |       |
| DF            | 15 | 모디보 사냥            |     |       |
| MF            | 11 | 아드난 야누자이        |     |       |
| MF            | 16 | 안데르 게바라          |     | 85′   |
| FW            | 9  | 카를로스 페르난데스    |     | 89′   |
| FW            | 22 | 안데르 바레네체아      |     | 89′   |
| FW            | 25 | 혼 바우티스타          |     |       |
| 감독:         |    |                        |     |       |
| 이마놀 알과실 |    |                        |     |       |

| 최우수 선수: 미켈 메리노 (레알 소시에다드) 부심: 로베르토 알론소 페르난데스 (마드리드) 과달루페 포라스 아유소 (에스트레마두라) 대기심: 호세 루이스 무누에라 몬테로 (안달루시아) 제2 대기심: 이니고 프리에토 로페스 데 세라인 (나바라) 비디오 판독심: 이그나시오 이글레시아스 비야누에바 (갈리시아) 피디오 판독 부심: 호세 루이스 곤살레스 곤살레스 (카스티야 이 레온) | 경기 규정 - 90분 - 필요시 연장전 30분 - 연장전 이후 동점시 승부차기 - 교체 선수 9명 등록 - 최대 선수 5명 교체 가능, 연장전에서 추가 1명 교체 가능 |

## 참고
1. 1 2  이 경기는 스페인의 코로나19 범유행에 따라 무관중 경기로 진행되었다.
2. ↑  아틀레틱은 웹사이트에 이번이 40번째 결승전이라고 주장하지만,[11] 이는 코파 델 레이 대회인가에 따른 논란이 따르는 1902년 즉위컵과 경기 없이 우승을 거둔 1904년 대회 결승전을 포함한 횟수를 포함한 것이다.
3. ↑  기존 규정에 따르면 모든 구단은 세 차례의 교체 기회가 있고 후반전 시작, 연장전 전반, 그리고 연장전 후반을 제외하고 연장전에 추가로 1명 교체할 수 있었다.